# Tingena crotala
Tingena crotala är en fjärilsart som först beskrevs av Edward Meyrick 1915b.  Tingena crotala ingår i släktet Tingena och familjen praktmalar. Inga underarter finns listade i Catalogue of Life.